# Saint Andrew, Grenada
Saint Andrew är en parish i Grenada. Den ligger i den centrala delen av landet, 13 km nordost om huvudstaden Saint George's. Antalet invånare är 25 339. Arean är 91 kvadratkilometer. Saint Andrew ligger på ön Grenada. Distriktet har den största ytan i Grenada och har den näst största befolkningen, efter Saint George's.
Terrängen i Saint Andrew är kuperad västerut, men österut är den platt.
Följande samhällen finns i Saint Andrew:
- Grenville